# Berna Koraltürk
Berna Koraltürk (* 7. Juni 1989 in Istanbul) ist eine türkische Schauspielerin.

## Leben und Karriere
Berna Koraltürk wurde am 7. Juni 1989 in Istanbul geboren. Sie studierte an der Mimar Sinan Güzel Sanatlar Üniversitesi. Ihr Debüt gab sie 2011 in der Fernsehserie Bizim Yenge. Außerdem war sie 2012 in der Serie Dedemin Dolabı zu sehen. Unter anderem trat Koraltürk in Ah İstanbul auf. 2013 wurde sie für die Serie İşler Güçler gecastet. 
Von 2015 bis 2017 spielte sie in der Serie Baba Candır die Hauptrolle. 2017 heiratete sie den türkischen Regisseur Murat Onbul. Seit 2023 spielt Koraltürk in Aşkımız Yeter die Hauptrolle.

## Filmografie (Auswahl)
Filme
- 2016: Yok Artık 2
- 2018: Kardeşim İçin Dera
- 2022: Nalan

Serien
- 2011: Bizim Yenge
- 2012: Dedemin Dolabı
- 2013: İşler Güçler
- 2014: Her Sevda Bir Veda
- 2015–2017: Baba Candır
- 2023: Aşkımız Yeter